# Навпактска и Агиовласийска епархия
Навпактската и Агиовласийска епархия (на гръцки: Ιερά Μητρόπολις Ναυπάκτου και Αγίου Βλασίου) е епархия на Църквата на Гърция със седалище в град Навпакт.

## История[2][3]
Първото сведение за Навпактската митрополия е от 343 година когато епископ Мартирий взима участие в Сердикийския събор. В 395 година при Теодосий Велики Навпактската епископия е част от църковната епархия Ахая, подчинена на Коринтската митрополия. Епископът носи титлата екзарх на цяла Етолия (έξαρχος πάσης Αιτωλίας) и на челно място сред останалите епископи, особено от V век насетне. В същото време Акарнания в ранновизантийската епоха (284 -717) е част от църковната епархия Стар Епир, подчинена на Никополската митрополия.
Навпактски епископи
| Име      | Име         | Години         | Бележка |
| -------- | ----------- | -------------- | --- |
| Мартирий | Μαρτύριος   | 343            | Взел участие в Сердикийския събор                                                                            |
| Каликрат | Καλλικράτης | 431            | Взел участие в Трети вселенски събор в Ефес                                                                  |
| Ириней   | Ειρηναίος   | 451            | Взел участие в Четвъртия вселенски събор в Халкидон                                                          |
| Антоний  | Αντώνιος    | 869/70, 879/80 | Взел участие в константинополските събори за осъждане и възстановяване на патриарх Фотий I Константинополски |

В края на IX век поради българските нападения Никопол упада и ролята му се поема от по-южния Навпакт. Това води и до отделянето на Навпактската епископия от Коринтската митрополия и издигането ѝ до Староепирска митрополия, което става между 896 и 900 г. Навпактската митрополия, обхващаща Стария Епир и Западна Централна Гърция, от началото на IX век се появява под различни имена в титлите на митрополита: Навпактски и Никополски (ο Ναυπάκτου Νικοπόλεως), Навпактски и на цяла Етолия (ο Ναυπάκτου πάσης Αιτωλίας) и т.н. Рангът на митрополията в йерархията на епархиите на Патриаршията също се променя. В тактиконите на Лъв VI Философ (886-912), патриарх Николай I Мистик (901-907) и Константин VII Багренородни (912 – 959) митрополията е на 35-о място и обхваща изцяло Епир. Тя има девет епископии, от които три нови (на първите три позиции), а останалите съществуват и под Никополската митрополия:
- Воницка (Βονδίτζης, Βονίτζης, Βοντίτζης, Βονδίτζης), със седалище във Воница, Акарнания;
- Аетоска (Αετού), с център в Аетос, Акарнания, от XVI век епископията е Аетоска и Ангелокастренска (Αετού και Αγγελοκάστρου);
- Ахелойски (Αχελώου), местоположението на град Ахелой е спорно, от средата на XVII век катедрата е преместена в Ангелокастро и епископията се казна Ахелойска и Ангелокастренска (Αχελώου – Αγγελοκάστρου);
- Рогийска (Ρωγών), със седалище в град Роги (Ρωγοί) или Ароги (Αρωγοί), който се намира на брега на река Лурос;
- Янинска (Ιωαννίνων), заменила Додонската епископия след разрушаването на Додони в 550 година от готите, в 1285 година Андроник II Палеолог я прави митрополия;
- Фотикийска (Φωτικής ή Φωτίκης), става въпрос за Веленската епископия (Βελλάς), със седалище във Вела до река Каламас, което съвпада с разрушения епирски град Фотики;
- Адриануполска или Дринополска (Αδριανουπόλεως, Δρυϊνουπόλεως), в Северен Епир;
- Бутринтска (Βουθρωτού), със седалище в стария град Бутринт (Βουθρωτό), на западното крайбрежие на Епир, срещу Корфу;
- Химарска (Χειμάρρας), епископия в Северен Епир, която попада под Навпактската митрополия в края на X век;
- По-късно на Навпактската митрополия са подчинени и епископите на Арта и Козили.[2]

Навпактски митрополити
| Име                       | Име                      | Години                           | Бележка |
| ------------------------- | ------------------------ | -------------------------------- | --- |
| Анонимен                  | Ανώνυμος                 | 1026                             | Взел участие в бунт срещу управителя на Навпакт Георгиос, известен като Маврогеоргиос; бунтът е потушен от императора, а митрополитът е ослепен |
| Хрисоверг                 | Χρυσοβέργης              | края на XI – началото на XII век | До този митрополит е изпратено писмо от архиепископ Теофилакт Охридски (1078 – 1118)                                                            |
| Йоан I                    | Ιωάννης Α΄               | 1122 – 1129                      | |
| Василий                   | Βασίλειος                | 1156                             | Взел участие в Константинополския събор от 1156 година при император Мануил I Комнин (1143 – 1180)                                              |
| Лъв                       | Λέων                     | 1172                             | В 1172 е сред подписалите синодално послание до Мануил I Комнин                                                                                 |
| Константин Манасий        | Κωνσταντίνος Μανασσής    | 1175 - 1187                      | Виден историк, автор на Манасиевата хроника |
| Андрей Дзирос или Дамалас | Ανδρέας Δαμαλάς ή Τζίρος | 1187 – 1199                      | Пленен от пирати в Коринт (вероятно франки) и откупил се срещу 500 златни номизми                                                               |

Император Андроник II Палеолог (1282-1328) повишава Янинската епископия в митрополия, което е ратифицирано в 1318-1319 със Синодално решение на Вселенската патриаршия. Под юрисдикцията на новата епархия, която е поставена на 53-то място, попадат епископиите Парамитийска, Веленска, Дринополска и Химарска, които са откъснати от Навпактската митрополия. Това повишаване на Янина е свързано със завземането на Навпакт от Филип I Тарантски в 1294 година. В 1307 година в града се установява католически архиепископ, което създава проблеми на православната епархия. От 1307 до 1365 година са ръкоположени три навпактски митрополити, от които двама са принудени да напуснат града, а третият не успява да заеме катедрата си. Ръкоположеният в 1365 година за янински митрополит Севастиян служи и като навпактски. В 1367 година митрополит Матей казва, че катедрата трябва да е самостоятелна в Арта. Въпреки че преместването на навпактския митрополит в Арта е временно, оттогава артенската епископия остава без епископ и се идентифицира с навпактската катедра. Митрополитът запазва своята титла навпактски в продължение на много години и едва в 1507 година Евтимий носи титлата навпактски и артенски, която се запазва от следващите митрополити до 1821 година.
Навпактски и Артенски митрополити с катедра в Навпакт (след 1204 – 1385 г.)
| Име           | Име                 | Години                    | Бележка                                                                                             |
| ------------- | ------------------- | ------------------------- | --------------------------------------------------------------------------------------------------- |
| Йоан Апокавк  | Ιωάννης ο Απόκαυκος | 1199/1200 – 1229/1230     | Виден писатели и една от най-големите църковни фигури на века                                       |
| Никита Хониат | Νικήτας Χωνιάτης    | 1232 – 1235               | Племенник на атинския митрополит Михаил Хониат                                                      |
| Йоан III      | Ιωάννης Γ΄          | 1235/1236 или 1252 – 1272 | |
| Герасим I     | Γεράσιμος Α΄        | 1260                      | |
| Гавриил I     | Γαβριήλ Α΄          | 1271 – 1275               | |
| Йоан IV       | Ιωάννης Δ΄          | 1362                      | от кефалинийски и закинтски                                                                         |
| Севастиан     | Σεβαστιανός         | 1365 – 1367               | янински м., служи и като навпактски                                                                 |
| Матей I       | Ματθαίος ο Α΄       | 1367                      | от левкадски, установява се в Арта, тъй като Навпакт е в латински ръце                              |
| Никита II     | Νικήτας Β’          | 1377                      | споменат в атонска кондика от 1377 г. като навпактски (Νικήτα του ιερωτάτου Μητροπολίτου Ναυπάκτου) |
| Анонимен      | Ανώνυμος            | 1371                      | |
| Матей II      | Ματθαίος Β΄         | 1381 – 1385               | от керницки, като янински м., служи и като навпактски                                               |

Навпактски и Артенски митрополити с катедра в Навпакт и Арта (след 1387 – 1546 г.)
| Име                      | Име                 | Години      | Бележка                                                                                                |
| ------------------------ | ------------------- | ----------- | --- |
| Гавриил II               | Γαβριήλ Β΄          | 1387 – 1388 | янински м., служи и като навпактски                                                                    |
| Мартирий                 | Μαρτύριος           | 1437        | спомената е смъртта му в 1437 г. в приписка в евангелие в „Света Параскева Миритарска“ във Воница      |
| Теодосий I               | Θεοδόσιος Α΄        | 1451/1452   | споменато е ръкополагането му в друга приписка в евангелието в „Света Параскева Миритарска“ във Воница |
| Матей III                | Ματθαίος Γ΄         | януари 1467 | |
| Неофит I                 | Νεόφυτος Α’         | 1476        | подписал се като навпактски в документ от 1476                                                         |
| Доротей                  | Δωρόθεος            | юни 1477    | |
| Герасим II Хоидас        | Γεράσιμος Β΄ Χοϊδάς | 1480        | Калидот, като навпактски и никополски                                                                  |
| Евтимий                  | Ευθύμιος            | 1507        | споменат като навпактски и артенски в ктиторския надпис в „Свети Йоан Кръстител“ в Дервекиста          |
| Яков I                   | Ιάκωβος Α΄          | 1510        | |
| Акакий I                 | Ακάκιος Α΄          | 1516, 1520  | ръкополага за свещеник Свети Давид Стари                                                               |
| Атанасий                 | Αθανάσιος           | 1535        | |
| Кирил                    | Κύριλλος Α΄         | 1541        | |
| Григорий I Ксиропотамски | Γρηγόριος Α΄        | 1544        | бил патриаршески протосингел, добродетелен и любител на музиката                                       |
| Дамаскин I               | Δαμασκηνός Α΄       | 1544 – 1546 | |

Навпактски и Артенски митрополити с катедра в Навпакт и Арта (след 1546 – 1828 г.)
| Име                    | Име                                        | Години                   | Бележка |
| ---------------------- | ------------------------------------------ | ------------------------ | --- |
| Партений I             | Παρθένιος Α΄                               | 1546                     | родом от Янина, навпактски и артенски митрополит при султан Сюлейман Великолепни и патриарх Дионисий II |
| Дамаскин II            | Δαμασκηνός Β΄                              | 1549 – 1550              | украсява със сребро крака на великомъченика Свети Меркурий в Артенската митрополия и след това събитие катедралата е посветена на Свети Меркурий |
| Кирил II               | Κύριλλος Β΄                                | 1550                     | |
| Григорий II            | Γρηγόριος Β΄                               | 1553                     | |
| Гавриил III            | Γαβριήλ Γ΄                                 | 1561                     | |
| Йоаким I               | Ιωακείμ Α΄                                 | 1564, 1565, 1570         | подписал се в 1564, писмо до Митрофан Костурски в 1565 г., синодално решение за митрополийт Макарий Монемвасийски в 1570 г. |
| Партений II            | Παρθένιος Β΄                               | 1567 – 1570              | |
| Дамаскин Студит        | Δαμασκηνός Γ΄ ο Στουδίτης                  | 1574? – 1577             | учен, светец |
| Митрофан I             | Μητροφάνης Α΄                              | 1577 – 1580              | подписва в 1580 г. писмата на Вселенската патриаршия до руския цар |
| Партений III           | Παρθένιος Γ΄                               | 1580 – 1581              | подписва в 1580 г. патриаршеския сигилий за метеорския манастир „Христос Спасител“ |
| Гавриил IV Горас       | Γαβριήλ Δ΄ Γκόρας                          | 1581 – 1589              | споменат е изборът му в 1581 и смъртта му на 24 юни 1589 |
| Макарий I              | Μακάριος Α΄                                | 1590 – 1600              | |
| Захарий I              | Ζαχαρίας Α΄                                | 1601 – 1602              | |
| Гавриил VI             | Γαβριήλ Ε΄                                 | 1602 – 1624              | подава оставка |
| Партений IV Герон      | Παρθένιος Δ΄ο Γέρων                        | 1632                     | в янински м. |
| Гаврииил VII           | Γαβριήλ ΣΤ΄                                | 1632 – 1633              | |
| Захарий II Георганос   | Ζαχαρίας Β΄ Γεωργάνος, Γεργανός ή Γαργάνος | 1633                     | учен йерарх от Арта, не е интронизиран, подава оставка |
| Лаврентий              | Λαυρέντιος                                 | 1633 - 1637              | от димотишки м., подава оставка през юли 1637 |
| Акакий II              | Ακάκιος Β΄                                 | 1637 – 1640, 1641 – 1643 | от воницки (Βουδίτζης), после веленски (Βελλάς ) |
| Теодосий II Коридалеас | Θεοδόσιος Β΄ (Θεόφιλος Κορυδαλλέας)        | 1640 – 1642              | виден аристотелиански философ, учител и писател със светско име Теофан Каридалеас |
| Галактион              | Γαλακτίων                                  | 1643 - 1647              | от серски м. |
| Гавриил VII Власиос    | Γαβριήλ Ζ΄ Βλάσιος                         | 1647 – 1660              | |
| Вартоломей             | Βαρθολομαίος                               | 1660 – 1675              | учен, протосингел на Гавриил Власиос, на 18 юли 1660 г. избран за митрополит |
| Дамаскин               | Δαμασκηνός Δ΄                              | 1675                     | |
| Неофит I Париос        | Νεόφυτος Α΄ Πάριος                         | 1680                     | |
| Митрофан II            | Μητροφάνης Β΄                              | 1680                     | |
| Вартоломей             | Βαρθολομαίος                               | 1682 – 1692              | |
| Мелетий Митру          | Μελέτιος Μήτρου                            | 1692 – 1697              | изтъкнат учен от Янина със светско име Михаил Митру |
| Макарий II             | Μακάριος Β΄                                | 1697                     | от метрески и атирски е., лошо приет от населението и веднага подава оставка през юли 1697 г. |
| Григорий III           | Γρηγόριος Γ΄                               | 1697 – 1700              | |
| Макарий II             | Μακάριος Β΄                                | 1700 - 1703              | подава оставка, по-късно анхиалски м. |
| Неофит II Мавроматис   | Νεόφυτος Β΄ Μαυρομμάτης                    | 1703 – 1722              | учен, роден на Парос в 1656 |
| Анатолий               | Ανατόλιος                                  | 1722                     | |
| Йоаникий Хадзес        | Ιωαννίκιος Χατζές                          | 1722 – 1727              | от веленски м., учен епирец, вероятно от Арта |
| Партений V             | Παρθένιος Ε΄                               | 1727 – 1756              | протосингел на Лариската митрополия, името му се споменава в строителния надпис от 1740 г. в Дримонарския манастир във Флориада |
| Неофит III             | Νεόφυτος Γ΄                                |                          | |
| Захарий III            | Ζαχαρίας Γ΄                                |                          | |
| Калист                 | Κάλλιστος                                  |                          | |
| Паисий                 | Παΐσιος                                    | 1756 – 1769              | |
| Яков II                | Ιάκωβος Β΄                                 | 1769 – 1777              | протосингел на Паисий Навпактски |
| Захарий IV             | Ζαχαρίας Δ΄                                | 1777 – 1779              | |
| Макарий III            | Μακάριος Γ΄                                | 1779 - 1794              | построява портата на митрополията, в деркоски м. |
| Игнатий I Бабалос      | Ιγνάτιος Α΄ Μπάμπαλος                      | 1794 – 1805              | учен и революционер, в угровлашки м. |
| Порфирий               | Πορφύριος                                  | 1806 - 1808              | пръв път, родом от Витиния, архидякон на Патриаршията, избран през април 1806 г., но през юни 1808 г. прехвърлен като еласонски а., тъй като по искане на Али паша Янински, Навпактската епархия е обединена с Янинската под управлението на Йеротей Трамулас |
| Йеротей I Тремулас     | Ιερόθεος Α΄ Τρέμουλας                      | 1808 – 1810              | от Наксос, племенник на Никодим Светогорец |
| Гавриил VIII Янкас     | Γαβριήλ Η΄ Γιάγκας                         | 1810 - 1813              | от лариски, като янински м. служи и в Арта |
| Порфирий               | Πορφύριος                                  | 1813 – 1820              | втори път, през юни 1813 година Навпактската и Артенска митрополия е отделена отново от Янинската и Порфирий се връща от Еласона на старата си катедра, в 1820 година е уволнен и заточен на Света гора, заради революционна дейност                          |
| Антим II               | Άνθιμος Β΄                                 | 1820 – 1822              | избран през септември 1820 г., но на 25 февруари 1822 г. с решение на Събранието на Западна Гърция е премахната юрисдикцията Навпактски и Артенски и е назначен за архиепископ на свободна Западна Гърция                                                     |
| Неофит IV              | Νεόφυτος Δ΄                                | 1822 – 1828              | от парамитийски е. |

След Гръцката война за независимост епархията е разделена, като Навпактско е включено в новооснованата гръцка държава, а Артенско остава в Османската империя. В 1833 година епархия Навпактия, както и епархиите Акарнания, Месолонги и Агринио стават част от Акарнанската и Етолийска епископия (Επισκοπή Ακαρνανίας και Αιτωλίας) с катедра в Месолонги.
Акарнански и Етолийски епископи (1833 – 1852 г.)
| Име            | Име       | Години      | Бележка                         |
| -------------- | --------- | ----------- | ------------------------------- |
| Порфирий       | Πορφύριος | 1833 – 1838 | бивш навпактски и месолонгийски |
| Наместничество |           | 1838 – 1841 |                                 |
| Йеротей        | Ιερόθεος  | 1841 – 1847 | от епидавърски                  |
| Наместничество |           | 1847 – 1852 |                                 |

В 1852 година със закон Навпактия е отделена от Акарнанската и Етолийска епископия и заедно с Евритания става самостоятелна епископия с катедра в Карпениси. Светият синод обаче на 12 юли 1852 година решава, че катедрата на Навпактската и Евританска епископия ще е Навпакт, а на 30 септември, че Навпакт ще е зимната, а Карпениси лятната катедра.
Навпактски и Евритански епископи (1852 – 1899 г.)
| Име            | Име              | Години      | Бележка |
| -------------- | ---------------- | ----------- | ------- |
| Антим Олимпиос | Άνθιμος Ολύμπιος | 1852 – 1881 |         |
| Наместничество |                  | 1881 – 1884 |         |
| Давид Толмидис | Δαυίδ Τολμίδης   | 1884 – 1896 |         |
| Наместничество |                  | 1896 – 1899 |         |

В 1899 година със закон Навпактия отново е придадена на Акарнанската епископия, а е Евритания е отделена в Евританска епископия с катедра в Карпениси с епископ Серафим Думвоитис, избран в 1901 година.
Навпактски епископи (1899 – 1909 г.)
| Име             | Име              | Години      | Бележка |
| --------------- | ---------------- | ----------- | ------- |
| Партений Акилас | Παρθένιος Ακύλας | 1899 – 1909 |         |

През 1909 година, при новото административно устройство на Гърция, са променени границите на някои епископии. Светият синод по исторически причини и поради това, че Акарнанската епископия има голяма площ и административни проблеми, решава да се възстанови Евританската епископия в границите от преди 1899 година. Така епископ Серафим на 26 май 1910 година става Навпактийски и Евритански.
Акарнански и Навпактски епископи (1899 – 1909 г.)
| Име                 | Име                  | Години      | Бележка            |
| ------------------- | -------------------- | ----------- | ------------------ |
| Серафим Домвоитис   | Σεραφείμ Δομβοΐτης   | 1910 – 1914 |                    |
| Амвросий Николаидис | Αμβρόσιος Νικολαΐδης | 1914 - 1922 | от христуполски е. |

В 1923 година Навпактската и Евританска епископия е издигната в митрополия заедно с всички епископии в Гърция. На 3 януари 1923 година за катедра на митрополията е определен Навпакт. На 21 октомври 1931 година Светият синод на Църквата на Гърция решава да заекрие митрополията, като семите Аракинтия, Евритания, Паракамбилия и Аперантия се присъединяват към Етолийската и Акарнанска митрополия, епархия Навпактия се присъединява към Фокидската митрополия, а дем Ктимендия – към Фтиотидската митрополия. На 10 септември 1932 година митрополит Амвросий Николаидис, преместен като Фтиотидски, предлага ново разпределение. На 9 октомври 1933 година Навпактската и Евританската митрополия е възстановена в старите си граници. Управлението ѝ е поверено на наместник до март 1936 година, когато е избран за митрополит Герман Гумас.
Навпактски и Евритански митрополити (1923 – 1978 г.)
| Име                               | Име                         | Години      | Бележка       |
| --------------------------------- | --------------------------- | ----------- | ------------- |
| Амвросий Николаидис               | Αμβρόσιος Νικολαΐδης        | 1923 – 1932 |               |
| Константин Етолийски и Акарнански |                             | 1932 – 1933 | наместник     |
| Йеротей Етолийски и Акарнански    |                             | 1933 – 1936 | наместник     |
| Герман Гумас                      | Γερμανός Γκούμας            | 1936 – 1945 |               |
| Христофор Александропулос         | Χριστόφορος Αλεξανδρόπουλος | 1945 – 1958 |               |
| Дамаскин Кодзияс                  | Δαμασκηνός Κοτζιάς          | 1958 – 1978 | от маратонски |

В 1978 година Наврактската и Евританска митрополия отново е закрита, като Евритания влиза в Карпенисийската митрополия, а Навпактия с дем Паракамбилия от епархия Трихонида – в Навпактската и Агиовласийска митрополия.
Навпактски и Агиовласийски митрополити (от 1978 г.)
| Име                    | Име                     | Години                       | Бележка |
| ---------------------- | ----------------------- | ---------------------------- | ------- |
| Дамаскин Кодзияс       | Δαμασκηνός Κοτζιάς      | 1978 – 1984                  |         |
| Александър Пападопулос | Αλέξανδρος Παπαδόπουλος | 1984 – 1995                  |         |
| Никодим Залумис        | Νικόδημος Ζαλούμης      | 28 януари 1995 – 21 май 1995 |         |
| Йеротей Влахос         | Ιερόθεος Βλάχος         | 1995 –                       |         |